# 羅茲托奇基
48°58′19″N 23°47′24″E / 48.97194°N 23.79000°E
羅茲托奇基（烏克蘭語：Розточки），是烏克蘭西部的村莊，隸屬伊萬諾-弗蘭科夫斯克州的卡盧什區。該村面積16.5平方公里，2001年人口677，人口密度每平方公里41人。